# Système neptunien
Cet article court présente un sujet plus développé dans : Neptune.
Le système neptunien est le système regroupant la planète géante de glaces Neptune et l'ensemble des objets se trouvant dans sa sphère d'influence,. Il s'agit d'une des composante du Système solaire externe.
Le système neptunien comprend donc :
- la planète Neptune,
- les nombreuses lunes de Neptune,
- les anneaux de Neptune.

Les objets en résonance avec Neptune ne sont généralement pas considérés comme faisant à proprement parler du système neptunien même si leurs orbites sont contrôlées gravitationnellement par Neptune[réf. nécessaire].